# هنري بوريل (أحيائي)
هنري بوريل (بالإنجليزية: Henry Burrell)‏ هو أحيائي أسترالي، ولد في 19 يناير 1873 في Rushcutters Bay ‏ في أستراليا، وتوفي في 29 يوليو 1945 بسبب مرض.